# فهرست بازیکنان باشگاه فوتبال منچستر یونایتد

## فهرست
در این فهرست نام بازیکنانی که بیش از صد بار برای منچستر یونایتد به میدان رفته‌اند، آمده‌است.
توضیحات
- از ابتدا – بازی‌هایی که بازیکن در ترکیب اصلی بوده.
- جانشین – بازی‌هایی که بازیکن به عنوان یار جانشین وارد زمین شده.

| پیش از دهه ۱۹۶۰ | پیش از دهه ۱۹۶۰                        | بعد از دهه ۱۹۶۰                        | بعد از دهه ۱۹۶۰                        |
| --------------- | -------------------------------------- | -------------------------------------- | -------------------------------------- |
| GK              | دروازه‌بان                              | دروازه‌بان                              | دروازه‌بان                              |
| FB              | مدافع کناری                            | DF                                     | مدافع                                  |
| HB              | هافبک                                  | MF                                     | هافبک                                  |
| FW              | مهاجم                                  | مهاجم                                  | مهاجم                                  |
| U               | بازیکنی که در چند پست می‌تواند بازی کند | بازیکنی که در چند پست می‌تواند بازی کند | بازیکنی که در چند پست می‌تواند بازی کند |

آخرین به‌روزرسانی: ۲ فوریه ۲۰۲۳
| نام بازیکن        | ملیت                       | پست | دوران حضور در منچستر یونایتد | از ابتدا   | جانشین     | مجموع      | گل زده | منبع            |
| نام بازیکن        | ملیت                       | پست | دوران حضور در منچستر یونایتد | تعداد بازی | تعداد بازی | تعداد بازی | گل زده | منبع            |
| ----------------- | -------------------------- | --- | ---------------------------- | ---------- | ---------- | ---------- | ------ | --------------- |
| باب دونالدسون     | اسکاتلند                   | FW  | ۱۸۹۲–۱۸۹۷                    | ۱۴۷        | ۰          | ۱۴۷        | ۶۶     | [ ۱ ]           |
| فرد ارنتز         | اسکاتلند                   | FB  | ۱۸۹۲–۱۹۰۲                    | ۳۰۳        | ۰          | ۳۰۳        | ۹      | [ ۲ ]           |
| جو کسیدی          | اسکاتلند                   | FW  | ۱۸۹۳ ۱۸۹۵–۱۹۰۰               | ۱۶۷        | ۰          | ۱۶۷        | ۹۹     | [ ۳ ]           |
| جیمز مک‌نات        | اسکاتلند                   | HB  | ۱۸۹۳–۱۸۹۸                    | ۱۵۷        | ۰          | ۱۵۷        | ۱۲     | [ ۴ ]           |
| دیک اسمیت         | انگلستان                   | FW  | ۱۸۹۴–۱۸۹۸ ۱۹۰۰–۱۹۰۱          | ۱۰۰        | ۰          | ۱۰۰        | ۳۷     | [ ۵ ]           |
| والتر کارترایت    | انگلستان                   | HB  | ۱۸۹۵–۱۹۰۵                    | ۲۵۷        | ۰          | ۲۵۷        | ۸      | [ ۶ ]           |
| هری استفورد       | انگلستان                   | FB  | ۱۸۹۶–۱۹۰۳                    | ۲۰۰        | ۰          | ۲۰۰        | ۱      | [ ۷ ]           |
| ویلیام برایانت    | انگلستان                   | FW  | ۱۸۹۶–۱۹۰۰                    | ۱۲۷        | ۰          | ۱۲۷        | ۳۳     | [ ۸ ]           |
| فرانک برت         | اسکاتلند                   | GK  | ۱۸۹۶–۱۹۰۰                    | ۱۳۲        | ۰          | ۱۳۲        | ۰      | [ ۹ ]           |
| بیلی مورگان       | انگلستان                   | HB  | ۱۸۹۷–۱۹۰۳                    | ۱۵۲        | ۰          | ۱۵۲        | ۷      | [ ۱۰ ]          |
| بیلی گریفیتس      | انگلستان                   | HB  | ۱۸۹۹–۱۹۰۵                    | ۱۷۵        | ۰          | ۱۷۵        | ۳۰     | [ ۱۱ ]          |
| الف اسکافیلد      | انگلستان                   | FW  | ۱۹۰۰–۱۹۰۷                    | ۱۷۹        | ۰          | ۱۷۹        | ۳۵     | [ ۱۲ ]          |
| وینس هی           | انگلستان                   | FB  | ۱۹۰۱–۱۹۰۷ ۱۹۰۸–۱۹۱۰          | ۱۲۸        | ۰          | ۱۲۸        | ۲      | [ ۱۳ ]          |
| جک پدی            | اسکاتلند                   | FW  | ۱۹۰۲–۱۹۰۳ ۱۹۰۴–۱۹۰۷          | ۱۲۱        | ۰          | ۱۲۱        | ۵۸     | [ ۱۴ ]          |
| الکس داونی        | اسکاتلند                   | HB  | ۱۹۰۲–۱۹۰۹                    | ۱۹۱        | ۰          | ۱۹۱        | ۱۴     | [ ۱۵ ]          |
| الکس بل           | اسکاتلند                   | HB  | ۱۹۰۳–۱۹۱۳                    | ۳۰۹        | ۰          | ۳۰۹        | ۱۰     | [ ۱۶ ]          |
| باب بانترون       | اسکاتلند                   | FB  | ۱۹۰۳–۱۹۰۷                    | ۱۳۴        | ۰          | ۱۳۴        | ۳      | [ ۱۷ ]          |
| هری موگر          | انگلستان                   | GK  | ۱۹۰۳–۱۹۱۲                    | ۲۶۶        | ۰          | ۲۶۶        | ۰      | [ ۱۸ ]          |
| دیک داک‌ورث        | انگلستان                   | HB  | ۱۹۰۳–۱۹۱۵                    | ۲۵۴        | ۰          | ۲۵۴        | ۱۱     | [ ۱۹ ]          |
| چارلی رابرتز      | انگلستان                   | HB  | ۱۹۰۴–۱۹۱۳                    | ۳۰۲        | ۰          | ۳۰۲        | ۲۳     | [ ۲۰ ]          |
| دیک هولدن         | انگلستان                   | FB  | ۱۹۰۵–۱۹۱۴                    | ۱۱۷        | ۰          | ۱۱۷        | ۰      | [ ۲۱ ]          |
| جک پیکن           | اسکاتلند                   | FW  | ۱۹۰۵–۱۹۱۱                    | ۱۲۲        | ۰          | ۱۲۲        | ۴۶     | [ ۲۲ ]          |
| جرج وال           | انگلستان                   | FW  | ۱۹۰۶–۱۹۱۵                    | ۳۱۹        | ۰          | ۳۱۹        | ۱۰۰    | [ ۲۳ ]          |
| بیلی مردیث        | ولز                        | FW  | ۱۹۰۷–۱۹۲۱                    | ۳۳۵        | ۰          | ۳۳۵        | ۳۶     | [ ۲۴ ]          |
| سندی ترنبال       | اسکاتلند                   | FW  | ۱۹۰۷–۱۹۱۵                    | ۲۴۷        | ۰          | ۲۴۷        | ۱۰۱    | [ ۲۵ ]          |
| جورج استیسی       | انگلستان                   | FB  | ۱۹۰۷–۱۹۱۵                    | ۲۷۰        | ۰          | ۲۷۰        | ۹      | [ ۲۶ ]          |
| هارولد هالس       | انگلستان                   | FW  | ۱۹۰۸–۱۹۱۲                    | ۱۲۵        | ۰          | ۱۲۵        | ۵۶     | [ ۲۷ ]          |
| آرتور والی        | انگلستان                   | HB  | ۱۹۰۹–۱۹۲۰                    | ۱۰۶        | ۰          | ۱۰۶        | ۶      | [ ۲۸ ]          |
| اناک وست          | انگلستان                   | FW  | ۱۹۱۰–۱۹۱۶                    | ۱۸۱        | ۰          | ۱۸۱        | ۸۰     | [ ۲۹ ]          |
| بابی بیل          | انگلستان                   | GK  | ۱۹۱۲–۱۹۱۹                    | ۱۱۲        | ۰          | ۱۱۲        | ۰      | [ ۳۰ ]          |
| جک میو            | انگلستان                   | GK  | ۱۹۱۲–۱۹۲۶                    | ۱۹۹        | ۰          | ۱۹۹        | ۰      | [ ۳۱ ]          |
| لل هیلدیتچ        | انگلستان                   | HB  | ۱۹۱۹–۱۹۳۲                    | ۳۲۲        | ۰          | ۳۲۲        | ۷      | [ ۳۲ ]          |
| جک سیلکوک         | انگلستان                   | FB  | ۱۹۱۹–۱۹۳۴                    | ۴۴۹        | ۰          | ۴۴۹        | ۲      | [ ۳۳ ]          |
| جو اسپنس          | انگلستان                   | FW  | ۱۹۱۹–۱۹۳۳                    | ۵۱۰        | ۰          | ۵۱۰        | ۱۶۸    | [ ۳۴ ]          |
| چارلی مور         | انگلستان                   | FB  | ۱۹۱۹–۱۹۲۱ ۱۹۲۲–۱۹۳۱          | ۳۲۸        | ۰          | ۳۲۸        | ۰      | [ ۳۵ ]          |
| جان گریم‌وود       | انگلستان                   | HB  | ۱۹۱۹–۱۹۲۷                    | ۲۰۵        | ۰          | ۲۰۵        | ۸      | [ ۳۶ ]          |
| تدی پارتریج       | انگلستان                   | FW  | ۱۹۲۰–۱۹۲۹                    | ۱۶۰        | ۰          | ۱۶۰        | ۱۸     | [ ۳۷ ]          |
| الف استوارد       | انگلستان                   | GK  | ۱۹۲۰–۱۹۳۲                    | ۳۲۶        | ۰          | ۳۲۶        | ۰      | [ ۳۸ ]          |
| ری بنیون          | ولز                        | HB  | ۱۹۲۱–۱۹۳۲                    | ۳۰۱        | ۰          | ۳۰۱        | ۳      | [ ۳۹ ]          |
| آرتور لاکهد       | اسکاتلند                   | FW  | ۱۹۲۱–۱۹۲۵                    | ۱۵۳        | ۰          | ۱۵۳        | ۵۰     | [ ۴۰ ]          |
| هری توماس         | ولز                        | FW  | ۱۹۲۲–۱۹۳۱                    | ۱۳۵        | ۰          | ۱۳۵        | ۱۳     | [ ۴۱ ]          |
| فرانک بارسون      | انگلستان                   | HB  | ۱۹۲۲–۱۹۲۸                    | ۱۵۲        | ۰          | ۱۵۲        | ۴      | [ ۴۲ ]          |
| فرانک من          | انگلستان                   | HB  | ۱۹۲۳–۱۹۳۰                    | ۱۹۷        | ۰          | ۱۹۷        | ۵      | [ ۴۳ ]          |
| فرانک مک‌فرسون     | انگلستان                   | FW  | ۱۹۲۳–۱۹۲۸                    | ۱۷۵        | ۰          | ۱۷۵        | ۵۲     | [ ۴۴ ]          |
| تام جونز          | انگلستان                   | FB  | ۱۹۲۴–۱۹۳۷                    | ۲۰۰        | ۰          | ۲۰۰        | ۰      | [ ۴۵ ]          |
| جیمی هنسون        | انگلستان                   | FW  | ۱۹۲۴–۱۹۳۱                    | ۱۴۷        | ۰          | ۱۴۷        | ۵۲     | [ ۴۶ ]          |
| جک ویلسون         | انگلستان                   | HB  | ۱۹۲۶–۱۹۳۲                    | ۱۴۰        | ۰          | ۱۴۰        | ۳      | [ ۴۷ ]          |
| هیو مک‌لناهان      | انگلستان                   | HB  | ۱۹۲۸–۱۹۳۷                    | ۱۱۶        | ۰          | ۱۱۶        | ۱۲     | [ ۴۸ ]          |
| هری رولی          | انگلستان                   | FW  | ۱۹۲۸–۱۹۳۲ ۱۹۳۴–۱۹۳۷          | ۱۸۰        | ۰          | ۱۸۰        | ۵۵     | [ ۴۹ ]          |
| تام رید           | اسکاتلند                   | FW  | ۱۹۲۹–۱۹۳۳                    | ۱۰۱        | ۰          | ۱۰۱        | ۶۷     | [ ۵۰ ]          |
| جرج مک‌لکلن        | اسکاتلند                   | FW  | ۱۹۲۹–۱۹۳۳                    | ۱۱۶        | ۰          | ۱۱۶        | ۴      | [ ۵۱ ]          |
| جک ملور           | انگلستان                   | FB  | ۱۹۳۰–۱۹۳۷                    | ۱۲۲        | ۰          | ۱۲۲        | ۰      | [ ۵۲ ]          |
| تام منلی          | انگلستان                   | HB  | ۱۹۳۰–۱۹۳۹                    | ۱۹۵        | ۰          | ۱۹۵        | ۴۱     | [ ۵۳ ]          |
| جرج ووس           | انگلستان                   | HB  | ۱۹۳۳–۱۹۳۹                    | ۲۰۹        | ۰          | ۲۰۹        | ۱      | [ ۵۴ ]          |
| جک گریفیتس        | انگلستان                   | FB  | ۱۹۳۴–۱۹۴۴                    | ۱۷۳        | ۰          | ۱۷۳        | ۱      | [ ۵۵ ]          |
| بیل مک‌کی          | اسکاتلند                   | HB  | ۱۹۳۴–۱۹۴۰                    | ۱۸۲        | ۰          | ۱۸۲        | ۱۵     | [ ۵۶ ]          |
| جرج ماتچ          | اسکاتلند                   | FW  | ۱۹۳۴–۱۹۳۷                    | ۱۲۰        | ۰          | ۱۲۰        | ۴۹     | [ ۵۷ ]          |
| تامی بمفورد       | ولز                        | FW  | ۱۹۳۴–۱۹۳۸                    | ۱۰۹        | ۰          | ۱۰۹        | ۵۷     | [ ۵۸ ]          |
| بیلی برایانت      | انگلستان                   | FW  | ۱۹۳۴–۱۹۳۹                    | ۱۵۷        | ۰          | ۱۵۷        | ۴۲     | [ ۵۹ ]          |
| جیمز براون        | اسکاتلند                   | HB  | ۱۹۳۵–۱۹۳۹                    | ۱۱۰        | ۰          | ۱۱۰        | ۱      | [ ۶۰ ]          |
| جانی کری          | جمهوری ایرلند              | FB  | ۱۹۳۷–۱۹۵۳                    | ۳۴۴        | ۰          | ۳۴۴        | ۱۷     | [ ۶۱ ]          |
| جک رولی           | انگلستان                   | FW  | ۱۹۳۷–۱۹۵۵                    | ۴۲۴        | ۰          | ۴۲۴        | ۲۱۱    | [ ۶۲ ]          |
| استن پیرسون       | انگلستان                   | FW  | ۱۹۳۷–۱۹۵۴                    | ۳۴۳        | ۰          | ۳۴۳        | ۱۴۸    | [ ۶۳ ]          |
| جک وارنر          | ولز                        | HB  | ۱۹۳۸–۱۹۵۰                    | ۱۱۵        | ۰          | ۱۱۵        | ۲      | [ ۶۴ ]          |
| جان آستون         | انگلستان                   | FB  | ۱۹۴۶–۱۹۵۴                    | ۲۸۴        | ۰          | ۲۸۴        | ۳۰     | [ ۶۵ ]          |
| آلنبی چیلتون      | انگلستان                   | HB  | ۱۹۴۶–۱۹۵۵                    | ۳۹۱        | ۰          | ۳۹۱        | ۳      | [ ۶۶ ]          |
| هنری کوکبرن       | انگلستان                   | HB  | ۱۹۴۶–۱۹۵۴                    | ۲۷۵        | ۰          | ۲۷۵        | ۴      | [ ۶۷ ]          |
| جک کرامپتون       | انگلستان                   | GK  | ۱۹۴۶–۱۹۵۶                    | ۲۱۲        | ۰          | ۲۱۲        | ۰      | [ ۶۸ ]          |
| جیمی دلانی        | اسکاتلند                   | FW  | ۱۹۴۶–۱۹۵۰                    | ۱۸۴        | ۰          | ۱۸۴        | ۲۸     | [ ۶۹ ]          |
| بیلی مک‌گلن        | انگلستان                   | HB  | ۱۹۴۶–۱۹۵۲                    | ۱۲۲        | ۰          | ۱۲۲        | ۲      | [ ۷۰ ]          |
| چارلی میتن        | انگلستان                   | FW  | ۱۹۴۶–۱۹۵۲                    | ۱۶۲        | ۰          | ۱۶۲        | ۶۱     | [ ۷۱ ]          |
| جان داونی         | اسکاتلند                   | FW  | ۱۹۴۹–۱۹۵۳                    | ۱۱۶        | ۰          | ۱۱۶        | ۳۷     | [ ۷۲ ]          |
| ری وود            | انگلستان                   | GK  | ۱۹۴۹–۱۹۵۸                    | ۲۰۸        | ۰          | ۲۰۸        | ۰      | [ ۷۳ ]          |
| دان گیبسون        | انگلستان                   | HB  | ۱۹۵۰–۱۹۵۵                    | ۱۱۵        | ۰          | ۱۱۵        | ۰      | [ ۷۴ ]          |
| مارک جونز         | انگلستان                   | HB  | ۱۹۵۰–۱۹۵۸                    | ۱۲۱        | ۰          | ۱۲۱        | ۱      | [ ۷۵ ]          |
| جانی بری          | انگلستان                   | FW  | ۱۹۵۱–۱۹۵۸                    | ۲۷۶        | ۰          | ۲۷۶        | ۴۵     | [ ۷۶ ]          |
| جکی بلانچ‌فلاور    | ایرلند شمالی               | HB  | ۱۹۵۱–۱۹۵۸                    | ۱۱۷        | ۰          | ۱۱۷        | ۲۷     | [ ۷۷ ]          |
| راجر بایرن        | انگلستان                   | FB  | ۱۹۵۱–۱۹۵۸                    | ۲۸۰        | ۰          | ۲۸۰        | ۲۰     | [ ۷۸ ]          |
| دیوید پگ          | انگلستان                   | FW  | ۱۹۵۲–۱۹۵۸                    | ۱۵۰        | ۰          | ۱۵۰        | ۲۸     | [ ۷۹ ]          |
| بیل فولکس         | انگلستان                   | DF  | ۱۹۵۲–۱۹۷۰                    | ۶۸۵        | ۳          | ۶۸۸        | ۹      | [ ۸۰ ]          |
| تامی تیلور        | انگلستان                   | FW  | ۱۹۵۳–۱۹۵۸                    | ۱۹۱        | ۰          | ۱۹۱        | ۱۳۱    | [ ۸۱ ]          |
| دانکن ادواردز     | انگلستان                   | HB  | ۱۹۵۳–۱۹۵۸                    | ۱۷۷        | ۰          | ۱۷۷        | ۲۱     | [ ۸۲ ]          |
| دنیس ویولت        | انگلستان                   | FW  | ۱۹۵۳–۱۹۶۲                    | ۲۹۳        | ۰          | ۲۹۳        | ۱۷۹    | [ ۸۳ ]          |
| فردی گودوین       | انگلستان                   | HB  | ۱۹۵۴–۱۹۶۰                    | ۱۰۷        | ۰          | ۱۰۷        | ۸      | [ ۸۴ ]          |
| آلبرت اسکانلون    | انگلستان                   | FW  | ۱۹۵۴–۱۹۶۰                    | ۱۲۷        | ۰          | ۱۲۷        | ۳۵     | [ ۸۵ ]          |
| ادی کولمن         | انگلستان                   | HB  | ۱۹۵۵–۱۹۵۸                    | ۱۰۸        | ۰          | ۱۰۸        | ۲      | [ ۸۶ ]          |
| رونی کوپ          | انگلستان                   | HB  | ۱۹۵۶–۱۹۶۱                    | ۱۰۶        | ۰          | ۱۰۶        | ۲      | [ ۸۷ ]          |
| بابی چارلتون      | انگلستان                   | FW  | ۱۹۵۶–۱۹۷۳                    | ۷۵۶        | ۲          | ۷۵۸        | ۲۴۹    | [ ۸۸ ]          |
| دیوید گسکل        | انگلستان                   | GK  | ۱۹۵۶–۱۹۶۷                    | ۱۱۹        | ۰          | ۱۱۹        | ۰      | [ ۸۹ ]          |
| هری گرگ           | ایرلند شمالی               | GK  | ۱۹۵۷–۱۹۶۶                    | ۲۴۷        | ۰          | ۲۴۷        | ۰      | [ ۹۰ ]          |
| شی برنان          | جمهوری ایرلند              | FB  | ۱۹۵۸–۱۹۷۰                    | ۳۵۸        | ۱          | ۳۵۹        | ۶      | [ ۹۱ ]          |
| آلبرت کویکسال     | انگلستان                   | FW  | ۱۹۵۸–۱۹۶۳                    | ۱۸۳        | ۰          | ۱۸۳        | ۵۶     | [ ۹۲ ]          |
| جانی جایلز        | جمهوری ایرلند              | FW  | ۱۹۵۹–۱۹۶۳                    | ۱۱۵        | ۰          | ۱۱۵        | ۱۳     | [ ۹۳ ]          |
| نوبی استایلز      | انگلستان                   | HB  | ۱۹۵۹–۱۹۷۱                    | ۳۹۴        | ۰          | ۳۹۴        | ۱۹     | [ ۹۴ ]          |
| موریس سترز        | انگلستان                   | HB  | ۱۹۶۰–۱۹۶۴                    | ۱۹۴        | ۰          | ۱۹۴        | ۱۴     | [ ۹۵ ]          |
| تونی دان          | جمهوری ایرلند              | DF  | ۱۹۶۰–۱۹۷۳                    | ۵۳۴        | ۱          | ۵۳۵        | ۲      | [ ۹۶ ]          |
| نوئل کنتول        | جمهوری ایرلند              | FB  | ۱۹۶۰–۱۹۶۷                    | ۱۴۶        | ۰          | ۱۴۶        | ۸      | [ ۹۷ ]          |
| دیوید هرد         | اسکاتلند                   | FW  | ۱۹۶۱–۱۹۶۸                    | ۲۶۴        | ۱          | ۲۶۵        | ۱۴۵    | [ ۹۸ ]          |
| دنیس لا           | اسکاتلند                   | FW  | ۱۹۶۲–۱۹۷۳                    | ۳۹۸        | ۶          | ۴۰۴        | ۲۳۷    | [ ۹۹ ]          |
| دیوید سدلر        | انگلستان                   | U   | ۱۹۶۲–۱۹۷۳                    | ۳۲۸        | ۷          | ۳۳۵        | ۲۷     | [ ۱۰۰ ]         |
| پت کرراند         | اسکاتلند                   | HB  | ۱۹۶۳–۱۹۷۱                    | ۳۹۷        | ۰          | ۳۹۷        | ۱۵     | [ ۱۰۱ ]         |
| جورج بست          | ایرلند شمالی               | FW  | ۱۹۶۳–۱۹۷۴                    | ۴۷۰        | ۰          | ۴۷۰        | ۱۷۹    | [ ۱۰۲ ]         |
| جان کانلی         | انگلستان                   | FW  | ۱۹۶۴–۱۹۶۶                    | ۱۱۲        | ۱          | ۱۱۳        | ۳۵     | [ ۱۰۳ ]         |
| جان فیتزپاتریک    | اسکاتلند                   | DF  | ۱۹۶۵–۱۹۷۳                    | ۱۴۱        | ۶          | ۱۴۷        | ۱۰     | [ ۱۰۴ ]         |
| جان آستون جونیور  | انگلستان                   | FW  | ۱۹۶۵–۱۹۷۲                    | ۱۶۶        | ۲۱         | ۱۸۷        | ۲۷     | [ ۱۰۵ ]         |
| الکس استپنی       | انگلستان                   | GK  | ۱۹۶۶–۱۹۷۹                    | ۵۳۹        | ۰          | ۵۳۹        | ۲      | [ ۱۰۶ ]         |
| برایان کید        | انگلستان                   | FW  | ۱۹۶۷–۱۹۷۴                    | ۲۵۷        | ۹          | ۲۶۶        | ۷۰     | [ ۱۰۷ ]         |
| فرانسیس برنز      | اسکاتلند                   | DF  | ۱۹۶۷–۱۹۷۲                    | ۱۴۳        | ۱۳         | ۱۵۶        | ۷      | [ ۱۰۸ ]         |
| ویلی مورگان       | اسکاتلند                   | MF  | ۱۹۶۸–۱۹۷۵                    | ۲۹۳        | ۳          | ۲۹۶        | ۳۴     | [ ۱۰۹ ]         |
| استیو جیمز        | انگلستان                   | HB  | ۱۹۶۸–۱۹۷۵                    | ۱۶۰        | ۱          | ۱۶۱        | ۴      | [ ۱۱۰ ]         |
| سامی مکلروی       | ایرلند شمالی               | MF  | ۱۹۷۱–۱۹۸۲                    | ۳۹۱        | ۲۸         | ۴۱۹        | ۷۱     | [ ۱۱۱ ]         |
| مارتین باکن       | اسکاتلند                   | DF  | ۱۹۷۲–۱۹۸۳                    | ۴۵۶        | ۰          | ۴۵۶        | ۴      | [ ۱۱۲ ]         |
| دیوید مک‌کریری     | ایرلند شمالی               | MF  | ۱۹۷۲–۱۹۷۹                    | ۵۷         | ۵۳         | ۱۱۰        | ۸      | [ ۱۱۳ ]         |
| الکس فارسیت       | اسکاتلند                   | FB  | ۱۹۷۳–۱۹۷۸                    | ۱۱۶        | ۳          | ۱۱۹        | ۵      | [ ۱۱۴ ]         |
| لو مکاری          | اسکاتلند                   | FW  | ۱۹۷۳–۱۹۸۴                    | ۳۷۴        | ۲۷         | ۴۰۱        | ۹۷     | [ ۱۱۵ ]         |
| جری دیلی          | جمهوری ایرلند              | MF  | ۱۹۷۳–۱۹۷۷                    | ۱۳۷        | ۵          | ۱۴۲        | ۳۲     | [ ۱۱۶ ]         |
| براین گرینهوف     | انگلستان                   | DF  | ۱۹۷۳–۱۹۷۹                    | ۲۶۸        | ۳          | ۲۷۱        | ۱۷     | [ ۱۱۷ ]         |
| استوارت هاستون    | اسکاتلند                   | DF  | ۱۹۷۴–۱۹۸۰                    | ۲۴۸        | ۲          | ۲۵۰        | ۱۶     | [ ۱۱۸ ]         |
| استیوارت پیرسون   | انگلستان                   | FW  | ۱۹۷۴–۱۹۷۹                    | ۱۷۹        | ۱          | ۱۸۰        | ۶۶     | [ ۱۱۹ ]         |
| آرتور آلبیستون    | اسکاتلند                   | FB  | ۱۹۷۴–۱۹۸۸                    | ۴۶۷        | ۱۸         | ۴۸۵        | ۷      | [ ۱۲۰ ]         |
| استیو کوپل        | انگلستان                   | MF  | ۱۹۷۵–۱۹۸۳                    | ۳۹۳        | ۳          | ۳۹۶        | ۷۰     | [ ۱۲۱ ]         |
| جیمی نیکول        | ایرلند شمالی               | DF  | ۱۹۷۵–۱۹۸۲                    | ۲۳۵        | ۱۳         | ۲۴۸        | ۶      | [ ۱۲۲ ]         |
| گوردون هیل        | انگلستان                   | MF  | ۱۹۷۵–۱۹۷۸                    | ۱۳۳        | ۱          | ۱۳۴        | ۵۱     | [ ۱۲۳ ]         |
| جیمی گرینهوف      | انگلستان                   | FW  | ۱۹۷۶–۱۹۸۰                    | ۱۱۹        | ۴          | ۱۲۳        | ۳۶     | [ ۱۲۴ ]         |
| اشلی گرایمز       | جمهوری ایرلند              | DF  | ۱۹۷۷–۱۹۸۳                    | ۷۷         | ۳۰         | ۱۰۷        | ۱۱     | [ ۱۲۵ ]         |
| جو جردن           | اسکاتلند                   | FW  | ۱۹۷۸–۱۹۸۱                    | ۱۲۵        | ۱          | ۱۲۶        | ۴۱     | [ ۱۲۶ ]         |
| گوردون مک‌کوئین    | اسکاتلند                   | DF  | ۱۹۷۸–۱۹۸۵                    | ۲۲۹        | ۰          | ۲۲۹        | ۲۶     | [ ۱۲۷ ]         |
| گری بیلی          | انگلستان                   | GK  | ۱۹۷۸–۱۹۸۷                    | ۳۷۵        | ۰          | ۳۷۵        | ۰      | [ ۱۲۸ ]         |
| میکی توماس        | ولز                        | MF  | ۱۹۷۸–۱۹۸۱                    | ۱۱۰        | ۰          | ۱۱۰        | ۱۵     | [ ۱۲۹ ]         |
| کوین موران        | جمهوری ایرلند              | DF  | ۱۹۷۹–۱۹۸۸                    | ۲۸۴        | ۵          | ۲۸۹        | ۲۴     | [ ۱۳۰ ]         |
| رای ویلکینز       | انگلستان                   | MF  | ۱۹۷۹–۱۹۸۴                    | ۱۹۱        | ۳          | ۱۹۴        | ۱۰     | [ ۱۳۱ ]         |
| مایک داکسبری      | انگلستان                   | DF  | ۱۹۸۰–۱۹۹۰                    | ۳۴۵        | ۳۳         | ۳۷۸        | ۷      | [ ۱۳۲ ]         |
| جان گیدمن         | انگلستان                   | DF  | ۱۹۸۱–۱۹۸۶                    | ۱۱۶        | ۴          | ۱۲۰        | ۴      | [ ۱۳۳ ]         |
| فرانک استپلتون    | جمهوری ایرلند              | FW  | ۱۹۸۱–۱۹۸۷                    | ۲۶۷        | ۲۱         | ۲۸۸        | ۷۸     | [ ۱۳۴ ]         |
| رمی موزس          | انگلستان                   | MF  | ۱۹۸۱–۱۹۸۸                    | ۱۸۸        | ۱۱         | ۱۹۹        | ۱۲     | [ ۱۳۵ ]         |
| برایان رابسون     | انگلستان                   | MF  | ۱۹۸۱–۱۹۹۴                    | ۴۳۷        | ۲۴         | ۴۶۱        | ۹۹     | [ ۱۳۶ ]         |
| نورمن وایتساید    | ایرلند شمالی               | FW  | ۱۹۸۲–۱۹۸۹                    | ۲۵۶        | ۱۸         | ۲۷۴        | ۶۷     | [ ۱۳۷ ]         |
| پل مک‌گرت          | جمهوری ایرلند              | DF  | ۱۹۸۲–۱۹۸۹                    | ۱۹۲        | ۷          | ۱۹۹        | ۱۶     | [ ۱۳۸ ]         |
| مارک هیوز         | ولز                        | FW  | ۱۹۸۳–۱۹۸۶ ۱۹۸۸–۱۹۹۵          | ۴۵۳        | ۱۴         | ۴۶۷        | ۱۶۳    | [ ۱۳۹ ]         |
| گریم هاگ          | اسکاتلند                   | DF  | ۱۹۸۴–۱۹۸۸                    | ۱۰۸        | ۲          | ۱۱۰        | ۱      | [ ۱۴۰ ]         |
| کلیتون بلکمور     | ولز                        | U   | ۱۹۸۴–۱۹۹۴                    | ۲۰۱        | ۴۴         | ۲۴۵        | ۲۶     | [ ۱۴۱ ]         |
| یسپر اولسن        | دانمارک                    | MF  | ۱۹۸۴–۱۹۸۸                    | ۱۴۹        | ۲۷         | ۱۷۶        | ۲۴     | [ ۱۴۲ ]         |
| گوردون استرکان    | اسکاتلند                   | MF  | ۱۹۸۴–۱۹۸۹                    | ۱۹۵        | ۶          | ۲۰۱        | ۳۸     | [ ۱۴۳ ]         |
| پیتر دیونپورت     | انگلستان                   | FW  | ۱۹۸۶–۱۹۸۸                    | ۸۳         | ۲۳         | ۱۰۶        | ۲۶     | [ ۱۴۴ ]         |
| برایان مک‌کلیر     | اسکاتلند                   | FW  | ۱۹۸۷–۱۹۹۸                    | ۳۹۸        | ۷۳         | ۴۷۱        | ۱۲۷    | [ ۱۴۵ ]         |
| استیو بروس        | انگلستان                   | DF  | ۱۹۸۷–۱۹۹۶                    | ۴۱۱        | ۳          | ۴۱۴        | ۵۱     | [ ۱۴۶ ]         |
| لی مارتین         | انگلستان                   | DF  | ۱۹۸۸–۱۹۹۴                    | ۸۴         | ۲۵         | ۱۰۹        | ۲      | [ ۱۴۷ ]         |
| لی شارپ           | انگلستان                   | MF  | ۱۹۸۸–۱۹۹۶                    | ۲۱۳        | ۵۰         | ۲۶۳        | ۳۶     | [ ۱۴۸ ]         |
| مال دوناگی        | ایرلند شمالی               | DF  | ۱۹۸۸–۱۹۹۲                    | ۹۸         | ۲۱         | ۱۱۹        | ۰      | [ ۱۴۹ ]         |
| مایک فلان         | انگلستان                   | U   | ۱۹۸۹–۱۹۹۴                    | ۱۲۷        | ۱۹         | ۱۴۶        | ۳      | [ ۱۵۰ ]         |
| نیل وب            | انگلستان                   | MF  | ۱۹۸۹–۱۹۹۲                    | ۱۰۵        | ۵          | ۱۱۰        | ۱۱     | [ ۱۵۱ ]         |
| گری پالیستر       | انگلستان                   | DF  | ۱۹۸۹–۱۹۹۸                    | ۴۳۳        | ۴          | ۴۳۷        | ۱۵     | [ ۱۵۲ ]         |
| پل اینس           | انگلستان                   | MF  | ۱۹۸۹–۱۹۹۵                    | ۲۷۶        | ۵          | ۲۸۱        | ۲۹     | [ ۱۵۳ ]         |
| دنیس اروین        | جمهوری ایرلند              | DF  | ۱۹۹۰–۲۰۰۲                    | ۵۱۱        | ۱۸         | ۵۲۹        | ۳۳     | [ ۱۵۴ ]         |
| رایان گیگز        | ولز                        | MF  | ۱۹۹۱–۲۰۱۴                    | ۸۰۲        | ۱۶۱        | ۹۶۳        | ۱۶۸    | [ ۱۵۵ ]         |
| آندری کانچلسکیس   | اتحاد جماهیر شوروی · روسیه | MF  | ۱۹۹۱–۱۹۹۵                    | ۱۳۲        | ۲۹         | ۱۶۱        | ۳۶     | [ ۱۵۶ ]         |
| پل پارکر          | انگلستان                   | DF  | ۱۹۹۱–۱۹۹۶                    | ۱۳۷        | ۹          | ۱۴۶        | ۲      | [ ۱۵۷ ]         |
| پیتر اشمایکل      | دانمارک                    | GK  | ۱۹۹۱–۱۹۹۹                    | ۳۹۸        | ۰          | ۳۹۸        | ۱      | [ ۱۵۸ ]         |
| گری نویل          | انگلستان                   | DF  | ۱۹۹۲–۲۰۱۱                    | ۵۶۶        | ۳۶         | ۶۰۲        | ۷      | [ ۱۵۹ ]         |
| دیوید بکام        | انگلستان                   | MF  | ۱۹۹۲–۲۰۰۳                    | ۳۵۶        | ۳۸         | ۳۹۴        | ۸۵     | [ ۱۶۰ ]         |
| نیکی بات          | انگلستان                   | MF  | ۱۹۹۲–۲۰۰۴                    | ۳۰۷        | ۷۹         | ۳۸۶        | ۲۶     | [ ۱۶۱ ]         |
| اریک کانتونا      | فرانسه                     | FW  | ۱۹۹۲–۱۹۹۷                    | ۱۸۴        | ۱          | ۱۸۵        | ۸۲     | [ ۱۶۲ ]         |
| روی کین           | جمهوری ایرلند              | MF  | ۱۹۹۳–۲۰۰۵                    | ۴۵۸        | ۲۲         | ۴۸۰        | ۵۱     | [ ۱۶۳ ]         |
| دیوید می          | انگلستان                   | DF  | ۱۹۹۴–۲۰۰۳                    | ۹۸         | ۲۰         | ۱۱۸        | ۸      | [ ۱۶۴ ]         |
| پل اسکولز         | انگلستان                   | MF  | ۱۹۹۴–۲۰۱۱ ۲۰۱۲–۲۰۱۳          | ۵۷۷        | ۱۴۱        | ۷۱۸        | ۱۵۵    | [ ۱۶۵ ]         |
| اندی کول          | انگلستان                   | FW  | ۱۹۹۵–۲۰۰۱                    | ۲۳۱        | ۴۴         | ۲۷۵        | ۱۲۱    | [ ۱۶۶ ]         |
| فیل نویل          | انگلستان                   | DF  | ۱۹۹۵–۲۰۰۵                    | ۳۰۱        | ۸۵         | ۳۸۶        | ۸      | [ ۱۶۷ ]         |
| رونی جانسن        | نروژ                       | DF  | ۱۹۹۶–۲۰۰۲                    | ۱۳۱        | ۱۹         | ۱۵۰        | ۹      | [ ۱۶۸ ]         |
| اوله گانر سولسشیر | نروژ                       | FW  | ۱۹۹۶–۲۰۰۷                    | ۲۱۶        | ۱۵۰        | ۳۶۶        | ۱۲۶    | [ ۱۶۹ ]         |
| تدی شرینگهام      | انگلستان                   | FW  | ۱۹۹۷–۲۰۰۱                    | ۱۰۱        | ۵۲         | ۱۵۳        | ۴۶     | [ ۱۷۰ ]         |
| هنینگ برگ         | نروژ                       | DF  | ۱۹۹۷–۲۰۰۰                    | ۸۱         | ۲۲         | ۱۰۳        | ۳      | [ ۱۷۱ ]         |
| وس براون          | انگلستان                   | DF  | ۱۹۹۸–۲۰۱۱                    | ۳۱۳        | ۴۹         | ۳۶۲        | ۵      | [ ۱۷۲ ]         |
| یاپ استام         | هلند                       | DF  | ۱۹۹۸–۲۰۰۱                    | ۱۲۵        | ۲          | ۱۲۷        | ۱      | [ ۱۷۳ ]         |
| دوایت یورک        | ترینیداد و توباگو          | FW  | ۱۹۹۸–۲۰۰۲                    | ۱۲۰        | ۳۲         | ۱۵۲        | ۶۶     | [ ۱۷۴ ]         |
| کوینتون فورچن     | آفریقای جنوبی              | MF  | ۱۹۹۹–۲۰۰۶                    | ۸۸         | ۳۸         | ۱۲۶        | ۱۱     | [ ۱۷۵ ]         |
| میکاییل سیلوستره  | فرانسه                     | DF  | ۱۹۹۹–۲۰۰۸                    | ۳۲۶        | ۳۵         | ۳۶۱        | ۱۰     | [ ۱۷۶ ]         |
| جان اوشی          | جمهوری ایرلند              | U   | ۱۹۹۹–۲۰۱۱                    | ۳۰۱        | ۹۲         | ۳۹۳        | ۱۵     | [ ۱۷۷ ]         |
| فابین بارتز       | فرانسه                     | GK  | ۲۰۰۰–۲۰۰۴                    | ۱۳۹        | ۰          | ۱۳۹        | ۰      | [ ۱۷۸ ]         |
| رود فن نیستلروی   | هلند                       | FW  | ۲۰۰۱–۲۰۰۶                    | ۲۰۰        | ۱۹         | ۲۱۹        | ۱۵۰    | [ ۱۷۹ ]         |
| ریو فردیناند      | انگلستان                   | DF  | ۲۰۰۲–۲۰۱۴                    | ۴۴۴        | ۱۱         | ۴۵۵        | ۸      | [ ۱۸۰ ]         |
| درن فلچر          | اسکاتلند                   | MF  | ۲۰۰۳–۲۰۱۵                    | ۲۶۶        | ۷۶         | ۳۴۲        | ۲۴     | [ ۱۸۱ ]         |
| کریستیانو رونالدو | پرتغال                     | FW  | ۲۰۰۳–۲۰۰۹ ۲۰۲۱–۲۰۲۲          | ۲۸۹        | ۵۷         | ۳۴۶        | ۱۴۵    | [ ۱۸۲ ]         |
| لوئیس ساها        | فرانسه                     | FW  | ۲۰۰۴–۲۰۰۸                    | ۷۶         | ۴۸         | ۱۲۴        | ۴۲     | [ ۱۸۳ ]         |
| وین رونی          | انگلستان                   | FW  | ۲۰۰۴–۲۰۱۷                    | ۴۹۷        | ۶۲         | ۵۵۹        | ۲۵۳    | [ ۱۸۴ ]         |
| ادوین فن در سار   | هلند                       | GK  | ۲۰۰۵–۲۰۱۱                    | ۲۶۶        | ۰          | ۲۶۶        | ۰      | [ ۱۸۵ ]         |
| پارک جی سونگ      | کره جنوبی                  | MF  | ۲۰۰۵–۲۰۱۲                    | ۱۴۶        | ۵۹         | ۲۰۵        | ۲۷     | [ ۱۸۶ ]         |
| پاتریس اورا       | فرانسه                     | DF  | ۲۰۰۶–۲۰۱۴                    | ۳۵۷        | ۲۲         | ۳۷۹        | ۱۰     | [ ۱۸۷ ]         |
| نمانیا ویدیچ      | صربستان                    | DF  | ۲۰۰۶–۲۰۱۴                    | ۲۹۰        | ۱۰         | ۳۰۰        | ۲۱     | [ ۱۸۸ ]         |
| مایکل کریک        | انگلستان                   | MF  | ۲۰۰۶–۲۰۱۸                    | ۳۹۵        | ۶۹         | ۴۶۴        | ۲۴     | [ ۱۸۹ ]         |
| نانی              | پرتغال                     | MF  | ۲۰۰۷–۲۰۱۵                    | ۱۷۸        | ۵۲         | ۲۳۰        | ۴۱     | [ ۱۹۰ ]         |
| اندرسون           | برزیل                      | MF  | ۲۰۰۷–۲۰۱۵                    | ۱۲۸        | ۵۳         | ۱۸۱        | ۹      | [ ۱۹۱ ]         |
| جانی اوانز        | ایرلند شمالی               | DF  | ۲۰۰۷–۲۰۱۵                    | ۱۷۹        | ۱۹         | ۱۹۸        | ۷      | [ ۱۹۲ ]         |
| دیمیتار برباتوف   | بلغارستان                  | FW  | ۲۰۰۸–۲۰۱۲                    | ۱۰۸        | ۴۱         | ۱۴۹        | ۵۶     | [ ۱۹۳ ]         |
| رافائل            | برزیل                      | DF  | ۲۰۰۸–۲۰۱۵                    | ۱۵۰        | ۲۰         | ۱۷۰        | ۵      | [ ۱۹۴ ]         |
| دنی ولبک          | انگلستان                   | FW  | ۲۰۰۸–۲۰۱۴                    | ۹۰         | ۵۲         | ۱۴۲        | ۲۹     | [ ۱۹۵ ]         |
| آنتونیو والنسیا   | اکوادور                    | MF  | ۲۰۰۹–۲۰۱۹                    | ۲۷۷        | ۶۲         | ۳۳۹        | ۲۵     | [ ۱۹۶ ]         |
| خاویر هرناندز     | مکزیک                      | FW  | ۲۰۱۰–۲۰۱۵                    | ۸۶         | ۷۲         | ۱۵۸        | ۵۹     | [ ۱۹۷ ]         |
| کریس اسمالینگ     | انگلستان                   | DF  | ۲۰۱۰–۲۰۱۹                    | ۲۸۱        | ۴۲         | ۳۲۳        | ۱۸     | [ ۱۹۸ ]         |
| داوید د خیا       | اسپانیا                    | GK  | ۲۰۱۱–                        | ۵۱۶        | ۰          | ۵۱۶        | ۰      | [ ۱۹۹ ]         |
| فیل جونز          | انگلستان                   | U   | ۲۰۱۱–                        | ۱۹۸        | ۳۱         | ۲۲۹        | ۶      | [ ۲۰۰ ]         |
| اشلی یانگ         | انگلستان                   | MF  | ۲۰۱۱–۲۰۲۰                    | ۲۰۲        | ۵۹         | ۲۶۱        | ۱۹     | [ ۲۰۱ ]         |
| پل پوگبا          | فرانسه                     | MF  | ۲۰۱۱–۲۰۱۲ ۲۰۱۶–۲۰۲۲          | ۱۹۵        | ۳۸         | ۲۳۳        | ۳۹     | [ ۲۰۲ ]         |
| رابین فن پرسی     | هلند                       | FW  | ۲۰۱۲–۲۰۱۵                    | ۸۹         | ۱۶         | ۱۰۵        | ۵۸     | [ ۲۰۳ ]         |
| مروانه فلینی      | بلژیک                      | MF  | ۲۰۱۳–۲۰۱۹                    | ۱۰۶        | ۷۱         | ۱۷۷        | ۲۲     | [ ۲۰۴ ]         |
| خوان ماتا         | اسپانیا                    | MF  | ۲۰۱۴–۲۰۲۲                    | ۲۱۳        | ۷۲         | ۲۸۵        | ۵۱     | [ ۲۰۵ ]         |
| دیلی بلیند        | هلند                       | U   | ۲۰۱۴–۲۰۱۸                    | ۱۳۲        | ۹          | ۱۴۱        | ۶      | [ ۲۰۶ ]         |
| جسی لینگارد       | انگلستان                   | FW  | ۲۰۱۴–۲۰۲۲                    | ۱۴۳        | ۸۹         | ۲۳۲        | ۳۵     | [ ۲۰۷ ]         |
| آندر هررا         | اسپانیا                    | MF  | ۲۰۱۴–۲۰۱۹                    | ۱۴۰        | ۴۹         | ۱۸۹        | ۲۰     | [ ۲۰۸ ]         |
| مارکوس روخو       | آرژانتین                   | DF  | ۲۰۱۴–۲۰۲۱                    | ۱۰۵        | ۱۷         | ۱۲۲        | ۲      | [ ۲۰۹ ]         |
| لوک شاو           | انگلستان                   | DF  | ۲۰۱۴–                        | ۲۱۲        | ۲۵         | ۲۳۷        | ۳      | [ ۲۱۰ ] [ ۲۱۱ ] |
| آنتونی مارسیال    | فرانسه                     | FW  | ۲۰۱۵–                        | ۲۰۶        | ۷۷         | ۲۷۳        | ۸۵     | [ ۲۱۲ ]         |
| مارکوس رشفورد     | انگلستان                   | FW  | ۲۰۱۶–                        | ۲۳۷        | ۹۴         | ۳۳۴        | ۱۱۱    | [ ۲۱۳ ]         |
| اریک بایی         | ساحل عاج                   | DF  | ۲۰۱۶–                        | ۹۹         | ۱۴         | ۱۱۳        | ۱      | [ ۲۱۴ ]         |
| نمانیا ماتیچ      | صربستان                    | MF  | ۲۰۱۷–۲۰۲۲                    | ۱۵۲        | ۳۷         | ۱۸۹        | ۴      | [ ۲۱۵ ]         |
| ویکتور لیندلوف    | سوئد                       | DF  | ۲۰۱۷–                        | ۲۰۱        | ۱۱         | ۲۱۲        | ۳      | [ ۲۱۶ ]         |
| اسکات مک‌تامینی    | اسکاتلند                   | MF  | ۲۰۱۷–                        | ۱۴۰        | ۵۴         | ۱۹۴        | ۱۸     | [ ۲۱۷ ] [ ۲۱۸ ] |
| فرد               | برزیل                      | MF  | ۲۰۱۸–                        | ۱۴۱        | ۴۴         | ۱۸۵        | ۱۲     | [ ۲۱۹ ] [ ۲۲۰ ] |
| میسن گرینوود      | انگلستان                   | FW  | ۲۰۱۹–                        | ۸۳         | ۴۶         | ۱۲۹        | ۳۵     | [ ۲۲۱ ] [ ۲۲۲ ] |
| هری مگوایر        | انگلستان                   | DF  | ۲۰۱۹–                        | ۱۴۹        | ۱۲         | ۱۶۱        | ۷      | [ ۲۲۳ ] [ ۲۲۴ ] |
| ارون وان-بیساکا   | انگلستان                   | DF  | ۲۰۱۹–                        | ۱۳۴        | ۴          | ۱۳۸        | ۲      | [ ۲۲۵ ] [ ۲۲۶ ] |
| برونو فرناندز     | پرتغال                     | MF  | ۲۰۲۰–                        | ۱۴۵        | ۱۲         | ۱۵۷        | ۵۶     | [ ۲۲۷ ]         |

## کاپیتان‌های باشگاه
| تاریخ       | نام بازیکن       | توضیحات                                            |
| ----------- | ---------------- | -------------------------------------------------- |
| ۱۸۷۸–۱۸۸۲   | ناشناس           | —                                                  |
| ۱۸۸۲–۱۸۸۳   | ئی. توماس        | اولین کاپیتان شناخته شده                           |
| ۱۸۸۳–۱۸۸۷   | سم بلک           | —                                                  |
| ۱۸۸۷–۱۸۹۱   | جک پاول          | اولین کاپیتان غیر انگلیسی                          |
| ۱۸۹۱–۱۸۹۲   | باب مک‌فارلن      | —                                                  |
| ۱۸۹۲–۱۸۹۳   | جو کسیدی         | —                                                  |
| ۱۸۹۳–۱۸۹۴   | ناشناس           | —                                                  |
| ۱۸۹۴–۱۸۹۶   | جیمز مک‌نات       | —                                                  |
| ۱۸۹۶–۱۸۹۷   | سزار جنکینز      | —                                                  |
| ۱۸۹۷–۱۹۰۳   | هری استفورد      | اولین کاپیتان منچستر یونایتد                       |
| ۱۹۰۳–۱۹۰۴   | جان ویلی ساتکلیف | —                                                  |
| ۱۹۰۴–۱۹۰۵   | جک پدی           | —                                                  |
| ۱۹۰۵–۱۹۱۳   | چارلی رابرتز     | —                                                  |
| ۱۹۱۳–۱۹۱۴   | جرج استیسی       | —                                                  |
| ۱۹۱۴–۱۹۱۵   | جرج هانتر        | —                                                  |
| ۱۹۱۵–۱۹۱۷   | پاتریک اوکانل    | —                                                  |
| ۱۹۱۷–۱۹۱۸   | جرج اندرسون      | —                                                  |
| ۱۹۱۸–۱۹۱۹   | جک میو           | —                                                  |
| ۱۹۱۹–۱۹۲۲   | لل هیلدیتچ       | —                                                  |
| ۱۹۲۲–۱۹۲۸   | فرانک بارسون     | —                                                  |
| ۱۹۲۸–۱۹۲۹   | جک ویلسون        | —                                                  |
| ۱۹۲۹–۱۹۳۰   | چارلی اسپنسر     | —                                                  |
| ۱۹۳۰–۱۹۳۱   | جک سیلکوک        | —                                                  |
| ۱۹۳۱–۱۹۳۲   | جرج مک‌لاکلن      | —                                                  |
| ۱۹۳۲        | لوی پیج          | —                                                  |
| ۱۹۳۲–۱۹۳۴   | جک سیلکوک        | —                                                  |
| ۱۹۳۴–۱۹۳۵   | بیل مک‌کی         | —                                                  |
| ۱۹۳۵–۱۹۳۷   | جیمز براون       | —                                                  |
| ۱۹۳۷–۱۹۳۹   | جرج راوتون       | —                                                  |
| ۱۹۳۹–۱۹۴۰   | بیل مک‌کی         | —                                                  |
| ۱۹۴۰–۱۹۴۴   | هیچکس            | هیچ مسابقهٔ فوتبالی در طول جنگ جهانی دوم برگزار نشد |
| ۱۹۴۴–۱۹۴۵   | جرج راوتون       | —                                                  |
| ۱۹۴۵–۱۹۵۳   | جانی کری         |                                                    |
| ۱۹۵۳        | استن پیرسون      | —                                                  |
| ۱۹۵۳–۱۹۵۵   | آلنبی چیلتون     | —                                                  |
| ۱۹۵۵–۱۹۵۸   | راجر بایرن       | در حادثه مونیخ درگذشت                              |
| ۱۹۵۸–۱۹۵۹   | بیل فولکس        | —                                                  |
| ۱۹۵۹–۱۹۶۰   | دنیس ویولت       | —                                                  |
| ۱۹۶۰–۱۹۶۲   | موریس سترز       | —                                                  |
| ۱۹۶۲–۱۹۶۷   | نوئل کنتول       | [ ۲۲۸ ]                                            |
| ۱۹۶۴–۱۹۶۸   | دنیس لا          | [ ۲۲۸ ]                                            |
| ۱۹۶۸–۱۹۷۳   | بابی چارلتون     | —                                                  |
| ۱۹۷۳–۱۹۷۴   | جورج گراهام      | —                                                  |
| ۱۹۷۴–۱۹۷۵   | ویلی مورگان      | —                                                  |
| ۱۹۷۵–۱۹۸۲   | مارتین بوکان     | —                                                  |
| ۱۹۸۲        | رای ویلکینز      | —                                                  |
| ۱۹۸۲–۱۹۹۴   | برایان رابسون    | بلندترین مدت کاپیتانی                              |
| ۱۹۹۶-۱۹۹۴   | استیو بروس       | _                                                  |
| ۱۹۹۶–۱۹۹۷   | اریک کانتونا     | اولین کاپیتان که نه بریتانیایی بود و نه ایرلندی    |
| ۱۹۹۷–۲۰۰۵   | روی کین          | پرافتخارترین کاپیتان                               |
| ۲۰۰۵–۲۰۱۱   | گری نویل         | —                                                  |
| ۲۰۱۱–۲۰۱۴   | نمانیا ویدیچ     | اولین کاپیتان از اروپای جنوبی                      |
| ۲۰۱۴–۲۰۱۷   | وین رونی         |                                                    |
| ۲۰۱۷–۲۰۱۸   | مایکل کریک       |                                                    |
| ۲۰۱۸–۲۰۱۹   | آنتونیو والنسیا  | اولین کاپیتان غیر اروپایی                          |
| ۲۰۱۹–۲۰۲۰   | اشلی یانگ        |                                                    |
| ۲۰۲۰–تاکنون | هری مگوایر       |                                                    |